# Jeny Priez
Pour les articles homonymes, voir Priez (homonymie).
Jeny Priez, de son vrai nom Jennifer Priez, est une mannequin et animatrice française de télévision née le 23 janvier 1986 à Montpellier.

## Biographie

### Origines
Jeny Priez est originaire de Montpellier.

### Mannequin
Elle commence sa carrière dans le mannequinat en 2006 où elle collabore notamment avec l'agence Elite.

### Animatrice de télévision
En octobre 2010, elle arrive sur la chaîne NRJ Paris pour présenter l'émission Tellement Chic, puis celle consacrée au Festival de Cannes, Tellement Cannes. En mai 2011, Jeny Priez rejoint NRJ 12 pour co-animer avec Matthieu Delormeau, Les Anges de la télé réalité. Elle participe également à la présentation des programmes Hollywood Girls et Le Mag, ainsi qu'à diverses émissions spéciales sur NRJ 12.

### Affaires judiciaires
Le 30 septembre 2012, Jeny Priez est placée en garde à vue dans le cadre de l'affaire des paris truqués de handball, ce qui contraint NRJ 12 à la suspendre d'antenne et à la remplacer par l'animatrice Anne Denis puis par Ayem Nour. Le 2 octobre 2012, elle est mise en examen pour escroquerie puis libérée sous caution de 13 000 euros. 

### Vie privée
Depuis 2009, Jeny Priez a pour compagnon le joueur de handball Luka Karabatic. En février 2015, elle révèle dans la presse qu'elle a officialisé sa relation avec son compagnon et que tous deux sont désormais pacsés. Ils ont deux enfants,,.